# ЄТКД
Єдиний тарифно-кваліфікаційний довідник робіт та професій робітників (ЄТКД) (рос. Единый тарифно-квалификационный справочник работ и профессий рабочих (ЕТКС)) призначений для тарифікації робіт, присвоєння кваліфікаційних розрядів робітникам, а також для складання програм з підготовки та підвищення кваліфікації робітників у всіх галузях та сферах діяльності.
ЕТКС складається з тарифно-кваліфікаційних характеристик, що містять характеристики основних видів робіт за професіями робітників залежно від їх складності, та відповідних їм тарифних розрядів, а також вимоги до професійних знань та навичок робітників 
Тарифікація робіт та присвоєння тарифних розрядів працівникам здійснюються з урахуванням єдиного тарифно-кваліфікаційного довідника робіт та професій робітників, єдиного кваліфікаційного довідника посад (ЄКДП) керівників, спеціалістів та службовців.

## Склад
Складається із «Випусків Єдиних тарифних (кваліфікаційних) довідників».

## Країни застосування ЄТКД
Угода про співпрацю щодо застосування Єдиного тарифно-кваліфікаційного довідника робіт та професій робітників діє на території СНД.
У Російській Федерації розробкою ЄТКД займалося Міністерство праці та соціального захисту РФ разом із федеральними органами виконавчої, куди покладено управління, регулювання і координація діяльність у відповідної галузі (підгалузі) економіки.
У Білорусі розробкою ЄТКД займається Міністерство праці та соціального захисту Республіки Білорусь.

## Історія
У СРСР ЕТКС затверджувався постановами Держкомпраці СРСР та Секретаріату ВЦРПС.
Діє біля Росії відповідно до Постановою Мінпраці РФ від 12.05.1992 N 15а.